# Condado de Muskingum
El condado de Muskingum (en inglés: Muskingum County), fundado en 1804, es uno de 92 condados del estado estadounidense de Ohio. En el año 2000, el condado tenía una población de 84,585 habitantes y una densidad poblacional de 49 personas por km². La sede del condado es Zanesville. El condado recibe su nombre en honor a Jeremiah Muskingum. 

## Geografía
Según la Oficina del Censo, el condado tiene un área total de 1,742 km², de la cual 1,721 km² es tierra y 21 km² (1.18%) es agua.

### Condados adyacentes
- Condado de Coshocton (norte)
- Condado de Guernsey (este)
- Condado de Noble (sureste)
- Condado de Morgan (sur)
- Condado de Perry (suroeste)
- Condado de Licking (oeste)

## Demografía
Según la Oficina del Censo en 2000, los ingresos medios por hogar en el condado eran de $35,185, y los ingresos medios por familia eran $41,938. Los hombres tenían unos ingresos medios de $31,537 frente a los $$22,151 para las mujeres. La renta per cápita para el condado era de $17,533. Alrededor del 12.90% de la población estaban por debajo del umbral de pobreza.

## Municipalidades

### Ciudades
- Zanesville

### Villas
| - Adamsville - Dresden - Frazeysburg - Fultonham | - Gratiot - New Concord - Norwich | - Philo - Roseville - South Zanesville |

### Lugares designados por el censo
- North Zanesville
- Pleasant Grove

### Áreas no incorporadas
| - Adams Mills - Blue Rock - Chandlersville | - Duncan Falls - East Fultonham - Hopewell | - Nashport - Trinway - White Cottage |  |

### Municipios
El condado de Muskingum está dividido en 25 municipios:
| - Adams - Blue Rock - Brush Creek - Cass - Clay - Falls - Harrison | - Highland - Hopewell - Jackson - Jefferson - Licking - Madison | - Meigs - Monroe - Muskingum - Newton - Perry - Rich Hill | - Salem - Salt Creek - Springfield - Union - Washington - Wayne |